# 라이먼 프랭크 바움
라이먼 프랭크 바움(영어: Lyman Frank Baum, 1856년 5월 15일 ~ 1919년 5월 6일)은 미국의 동화 작가이다.

## 경력 사항
라이먼 프랭크 바움은 1856년 미국 뉴욕주에 위치한 매디슨 카운티의 마을인 시터냉고에서 태어났으며, 잡지 편집자, 신문 기자, 배우, 외판원 등 여러 직업을 전전했다. 하지만 아내의 격려로 좌절하지 않은 그는 밤마다 아이들을 위해 이야기를 지었으며, 장모 마틸다 게이지의 권유로 글을 쓰기 시작했다. 덕분에 동화 《오즈의 마법사》(The Wonderful Wizard of Oz)를 1900년부터 1919년 별세할 때까지 총 14편 발표할 수 있었다. 《오즈의 마법사》는 작가의 사망 이후에도 40편 넘게 이야기가 이어질 정도로 사랑을 받았으며, 영화와 만화영화로도 만들어졌다. 특히 만화영화 '오즈의 마법사'는 한국방송에서 어린이 프로그램으로 방영된 바 있다. 학자 중에는 프랭크가 페미니즘을 지지하여 진취적인 여성상을 많이 등장시켰다는 해석을 하는 이도 있다. 그 예로 도로시는 고향에 돌아가기 위해 친구들과 먼 여행도 마다않는, 매우 적극적이고 긍정적인 인물이다.

## 정치적 견해

### 여성 참정권 옹호
바움이 사우스 다코타 에버딘에 살았을 당시, 그는 평등 참정권 클럽에서 비서로 일했는데, 그는 한 잡지에서 대중에게 여성의 참정권을 위해 투표하기를 권장하였다.

### 백인의 인종차별을 인정
1890년에 일어났던 고스트 댄스 운동과 Wounded Knee 학살사건에 대해 그는 백인 정착자들의 안전은 백인의 인디언 대학살에 기초한 것이라고 사설을 실었다.

## 종교
바움은 본래 감리교회 소속이었으나, 애버딘에 있었을 때 성공회로 소속을 옮겼다. 그 뒤에, 그의 아내의 권유로 인해, 신지학협회의 회원이 되었다. 그는 그의 아들이 종교를 배우기 원치 않았으며 대신 시카고에 위치한 윤리 문화 썬데이 스쿨에 등록시켰다.
바움은 그의 글이 신의 영감을 통해 이루어졌다고 밝히면서, 그것은 우연히 이루어졌고, 그의 손을 통해 어떤 메시지를 전하기 위한 것이라고 말하였다.

## 참고자료
- 한겨레 신문 김경애 기자가 작성한 〈심청은 불효녀, 팥쥐는 여장군? ‘동화 뒤집기’〉 기사 중에서 〈오즈를 만든 마법사, 프랭크 바움〉 캐서린 로저스 지음·이미선 옮김/지식의 숲을 소개한 내용.